# Пітер Богданович
Пітер Богданович (англ. Peter Bogdanovich; 30 липня 1939, Кінгстон, Нью-Йорк — 6 січня 2022, Лос-Анджелес, Каліфорнія) — американський режисер, письменник, актор, продюсер, критик та історик кіно. Вважається представником «Нового Голівуду».

## Фільмографія
- Подорож на планету доісторичних жінок (1968)
- Цілі (1968)
- Останній кіносеанс (1971)
- Що сталось, докторе? (1972)
- Паперовий місяць (1973)
- Дейзі Міллер (1974)
- Довгоочікуване кохання (1975)
- Торговці мареннями (1976)
- Святий Джек (1979)
- Вони всі сміялися (1981)
- Маска (1985)
- Незаконно твій (1988)
- Тексавіль (1988)
- Шум за сценою (1992)
- Річ, яка зветься коханням (1993)
- Смерть в Голлівуді (2001)
- Міс Переполох / She's Funny That Way (2014)